# Liste der Monuments historiques in Tucquegnieux
Die Liste der Monuments historiques in Tucquegnieux führt die Monuments historiques in der französischen Gemeinde Tucquegnieux auf.

## Liste der Immobilien
| Bezeichnung          | Beschreibung              | Standort                      | Kennzeichnung | Schutzstatus | Datum | Bild           |
| -------------------- | ------------------------- | ----------------------------- | ------------- | ------------ | ----- | -------------- |
| Gutshof Ste-Mathilde | Wohnhaus, bezeichnet 1564 | 9 rue du Pale (Lage)          | PA00106422    | Classé       | 1994  | weitere Bilder |
| Beinhaus             | ehemals bezeichnet 1621   | Rue du Général Leclerc (Lage) | PA00106423    | Inscrit      | 1987  | weitere Bilder |

## Liste der Objekte
| Bezeichnung                                           | Beschreibung                                          | Standort                                        | Kennzeichnung | Schutzstatus | Datum | Bild |
| ----------------------------------------------------- | ----------------------------------------------------- | ----------------------------------------------- | ------------- | ------------ | ----- | ---- |
| Skulptur Sitzende Madonna mit Kind                    | Stein, um 1400                                        | in der Kirche Notre-Dame-de-l’Assomption (Lage) | PM54000898    | Classé       | 1981  |      |
| Skulptur Christus in der Rast                         | Stein, bezeichnet 1547                                | in der Kirche Notre-Dame-de-l’Assomption (Lage) | PM54000896    | Classé       | 1981  |      |
| Kruzifix                                              | Eichenholz, farbig gefasst, 17. Jahrhundert           | in der Kirche Notre-Dame-de-l’Assomption (Lage) | PM54001922    | Inscrit      | 1980  |      |
| Monstranz                                             | Silber, vergoldet, zweite Hälfte des 19. Jahrhunderts | in der Kirche Notre-Dame-de-l’Assomption (Lage) | PM54001924    | Inscrit      | 1996  |      |
| Skulptur einer Heiligen                               | Stein, farbig gefasst, Ende des 14. Jahrhunderts      | in der Kirche Notre-Dame-de-l’Assomption (Lage) | PM54000897    | Classé       | 1981  |      |
| Zwei Skulpturen: Heilige Klara und Heilige Margaretha | Lindenholz, farbig gefasst, 18. Jahrhundert           | in der Kirche Notre-Dame-de-l’Assomption (Lage) | PM54001923    | Inscrit      | 1980  |      |